# West Worlington
West Worlington är en by i civil parish East Worlington, i distriktet North Devon, i grevskapet Devon i England. Byn är belägen 13 km från South Molton. West Worlington var en civil parish fram till 1885 när blev den en del av East Worlington. Civil parish hade 193 invånare år 1881.